# 曲托喹酚
曲托喹酚（商品名：喘速寧）是一种含氮有机化合物，化学式为C19H23NO5，用作β肾上腺素受体激动药。